# Осеола Мэджик
Осеола Мэджик (англ. Osceola Magic) — американский профессиональный баскетбольный клуб, выступающий в Восточной конференции Джи-Лиги НБА. Является фарм-клубом команды НБА «Орландо Мэджик». Домашние игры проводит в «Silver Spurs Arena». Команда была основана перед началом сезона 2008/09 годов под названием «Эри Бэйхокс» и базировалась в городе Эри штата Пенсильвания, в 2017 году франшиза переехала в Лейкленд, Флорида и получила название «Лейкленд Мэджик». В 2023 году клуб переехал в Киссимми и поменял название на «Осеола Мэджик».

## История франшизы
Клуб «Эри Бэйхокс» попал во многие заголовки статей 17 января 2012 года, когда к клубу присоединился Джереми Лин. 20 января Лин провёл единственный матч за «Эри Бэйхокс», сделав в нём трипл-дабл из 28 очков, 11 подборов и 12 результативных передач, в котором «Эри» одержали победу над «Мэн Ред Клоз» со счётом 122—113. Лин был отозван обратно в «Нью-Йорк Никс» через три дня. В декабре 2012 года в клубе тренировался залечивающий травмы Амаре Стадемайр.
В 2012 году «Нью-Йорк Никс» предложили Патрику Юингу, легенде клуба, место главного тренера «Эри Бэйхокс». Однако он отказался, мотивируя это тем, что хочет тренировать клубы из НБА, а не из Д-Лиги. Юинг к тому моменту уже был ассистентом таких клубов, как «Вашингтон Уизардс», «Хьюстон Рокетс» и «Орландо Мэджик».
В 2014 году «Эри Бэйхокс» перестал быть фарм-клубом «Нью-Йорк Никс», что вынудило клуб искать нового партнёра. В апреле 2014 года «Эри» начала переговоры с клубом «Орландо Мэджик». Сделка была анонсирована 19 мая 2014 года.
В 2017 году франшиза переехала в Лейкленд, Флорида и получила название «Лейкленд Мэджик», а в Эри была создана новая команда под старым названием «Эри Бэйхокс», которая стала фарм-клубом «Атланта Хокс».

## Статистика сезонов
| Сезон           | Конференция | Дивизион      | Место               | В  | П  | В%   | Плей-офф |
| --------------- | ----------- | ------------- | ------------------- | -- | -- | ---- | --- |
| Эри Бэйхокс     |             |               |                     |    |    |      | |
| 2008/2009       | —           | Центральный   | 3-е                 | 27 | 23 | .540 | Поражение в 1-м раунде (Колорадо) 108–129                                                                     |
| 2009/2010       | Восточная   | —             | 6-е                 | 21 | 29 | .420 | |
| 2010/2011       | Восточная   | —             | 2-е                 | 32 | 18 | .640 | Поражение в 1-м раунде (Рино) 1–2                                                                             |
| 2011/2012       | Восточная   | —             | 3-е                 | 28 | 22 | .560 | Поражение в 1-м раунде (Остин) 1-2                                                                            |
| 2012/2013       | Восточная   | —             | 4-е                 | 26 | 24 | .520 | |
| 2013/2014       | —           | Восточный     | 5-е                 | 16 | 34 | .320 | |
| 2014/2015       | Восточная   | Атлантический | 3-е                 | 24 | 26 | .480 | |
| 2015/2016       | Восточная   | Атлантический | 5-е                 | 12 | 38 | .240 | |
| 2016/2017       | Восточная   | Атлантический | 6-е                 | 14 | 36 | .280 | |
| Лейкленд Мэджик |             |               |                     |    |    |      | |
| 2017/2018       | Восточная   | Юго-Восточный | 2-е                 | 28 | 22 | .560 | Поражение в 1-м раунде (Эри) 90–96                                                                            |
| 2018/2019       | Восточная   | Юго-Восточный | 1-е                 | 32 | 18 | .640 | Победа в полуфинале конференции (Уэстчестер) 104–91 Поражение в финале конференции (Лонг-Айленд) 106–108      |
| 2019/2020       | Восточная   | Юго-Восточный | 1-е                 | 25 | 17 | .595 | Сезон отменён в связи с пандемией COVID-19                                                                    |
| 2020/2021       | —           | —             | 6-е                 | 9  | 6  | .600 | Победа в четвертьфинале (Эри) 139–110 Победа в полуфинале (Санта-Круз) 108–96 Победа в финале (Делавэр) 97–78 |
| 2021/2022       | Восточная   | —             | 12-е                | 11 | 21 | .344 | |
| 2022/2023       | Восточная   | —             | 8-е                 | 18 | 14 | .563 | |
| Осеола Мэджик   |             |               |                     |    |    |      | |
| 2023/2024       | Восточная   | —             | 1-е                 | 22 | 12 | .647 | Поражение в полуфинале конференции (Лонг-Айленд) 112-120                                                      |
| Всего           |             |               |                     |    |    |      | |
| 345             | 360         | .489          | В регулярном сезоне |    |    |      | |
| 6               | 8           | .429          | В плей-офф          |    |    |      | |

## Связь с клубами НБА

### Является фарм-клубом
- Орландо Мэджик (2014—н. в.)

### В прошлом был фарм-клубом
- Кливленд Кавальерс (2008—2011)
- Филадельфия Севенти Сиксерс (2008—2009)
- Торонто Рэпторс (2009—2011)
- Нью-Йорк Никс (2011—2014)